# Người khách bộ hành
Người khách bộ hành (hay Người bán rong) là một bức tranh của Hieronymus Bosch. Hiện đang được trưng bày tại Bảo tàng Boijmans Van Beuningen, Rotterdam. Bức tranh này có hình tròn, đường kính 71,5 cm (28,1 in). Người khách bộ hành là một trong những mảnh thuộc một tam liên họa hoặc song liên họa, bên cạnh những mảnh liên quan như Lời phúng dụ về thói Phàm ăn và Dục vọng, Chiếc tàu của bọn đần độn và Tử thần và Kẻ hà tiện.
Nhân vật trong tác phẩm tương tự người đàn ông được minh họa trong tấm Đường đời nằm ở phần ngoại thất của Tam liên họa Cỗ xe thồ cỏ. Người ta giải thích nhân vật đang ở tình thế lựa chọn giữa con đường đức hạnh ở cửa ra bên phải hay con đường trụy lạc ở ngôi nhà bên trái, hoặc như đứa con hoang đàng trở về từ thế giới ngoài kia.

## Kế thừa
Bức chân dung tự họa Người khách bộ hành đóng kịch (sau Bosch) của Tim Storrier đã đoạt giải Archibald 2012.